# Arnebia benthamii
Arnebia benthamii là loài thực vật có hoa trong họ Mồ hôi. Loài này được (Wall. ex G.Don) I.M.Johnst. mô tả khoa học đầu tiên năm 1954.